# ベトラベル航空
ベトラベル航空 (Vietravel Airlines) は、ベトナムの格安航空会社である。
ベトナムの旅行代理店、vi:Vietravel によって CTCP Hàng không Lữ hành Việt Nam (英語: Viet Nam Travel Airlines Joint Stock Company) の設立が申請され、2020年4月3日に認可された。2020年12月24日、航空運送事業許可を取得、2021年1月7日、商用飛行を開始した。
2022年12月16日、初の国際線としてバンコク路線に就航した。

## 就航地
| 国       |              |                          |  |
| -------- | ------------ | ------------------------ |  |
| ベトナム | ハノイ       | ノイバイ国際空港         |  |
| ベトナム | ダナン       | ダナン国際空港           |  |
| ベトナム | ホーチミン市 | タンソンニャット国際空港 |  |
| ベトナム | フーコック   | フーコック国際空港       |  |
| ベトナム | クイニョン   | フーカット空港           |  |
| タイ     | バンコク     | スワンナプーム空港       |  |

2024年3月に高松空港へチャーター便を運航し、ホーチミンシティとハノイ発の7往復14便が運航された。

## 機材
|                  | 保有数 | 席数 |
| ---------------- | ------ | ---- |
| エアバスA321-200 | 3      | 220  |

## サービス
他の格安航空会社と同様に、各種サービスは有償で追加できる。
- 座席指定[10]
- 機内食と飲料[11]
- ラウンジの利用[12]